# Requiem (msza)
Requiem (łac. requiem znaczy odpoczynek), rekwiem msza za zmarlych (łac. missa pro defunctis) – nazwa mszy katolickiej lub nabożeństwa luterańskiego z formularzem przeznaczonym na okazję modlitwy za zmarłego w dniu jego pogrzebu, w kilka dni po nim, lub w kolejne rocznice jego śmierci.
Nazwa tej mszy pochodzi od pierwszego słowa introitu:
co według utrwalonego w tradycji tłumaczenia znaczy: